# Björn Daníel Sverrisson
Björn Daníel Sverrisson, (ur. 29 maja 1990) – islandzki piłkarz grający na pozycji pomocnika.

## Kariera klubowa
Sverrisson jest wychowankiem klubu Hafnarfjarðar, w którym występował do końca 2013 roku. Zimą 2014 roku przeniósł się do norweskiego Viking FK.

## Kariera reprezentacyjna
W reprezentacji Islandii zadebiutował 21 stycznia 2014 roku w towarzyskim meczu przeciwko Szwecji. Na boisku pojawił się w 46 minucie meczu.
| Mecze i gole w reprezentacji | Mecze i gole w reprezentacji | Mecze i gole w reprezentacji | Mecze i gole w reprezentacji | Mecze i gole w reprezentacji | Mecze i gole w reprezentacji | Mecze i gole w reprezentacji |
| #                            | Data                         | Stadion                      | Rywal                        | Wynik                        | Gol                          | Rozgrywki                    |
| 2014                         | 2014                         | 2014                         | 2014                         | 2014                         | 2014                         | 2014                         |
| ---------------------------- | ---------------------------- | ---------------------------- | ---------------------------- | ---------------------------- | ---------------------------- | ---------------------------- |
| 1.                           | 21.01.2014                   | Abu Zabi, ZEA                | Szwecja                      | 0:2                          | 0                            | towarzyski                   |
| 2.                           | 05.03.2014                   | Cardiff, Walia               | Walia                        | 1:3                          | 0                            | towarzyski                   |

## Sukcesy
FH Hafnarfjörður
- Mistrzostwo Islandii: 2008, 2009, 2012
- Puchar Islandii: 2010
- Puchar Ligi Islandzkiej: 2009
- Superpuchar Islandii: 2008, 2009, 2010, 2013